# Леонидов, Леонид Леонидович
Леони́д Леони́дович Леони́дов (род. 26 января 1962, с. Горнозаводское, Ставропольский край, СССР) — советский и российский футболист, тренер.

## Биография
Родился 26 января 1962 года в Ставропольском крае, в селе Горнозаводское. В семилетнем возрасте с помощью старшего брата записался в футбольную секцию. Большим и значимым успехом для становления футбольной карьеры Леонидова стала победа сельской команды в краевом турнире «Кожаный мяч», в этот момент он учился в 7-м классе.
Благодаря известному ставропольскому футболисту Неофиту Бурсаниди, переехал в Ставрополь и поступил в Ставропольский государственный педагогический институт на спортивный факультет. Одновременно начал тренироваться в молодёжной школе «Динамо».
В конце сезона 1979 года в юношеском динамовском турнире в Барнауле проведя матчи против команд из Барнаула, Махачкалы, Брянска, Кирова, а с финальной части — Москвы, ставропольчане одержали победу. Леонидов стал лучшим бомбардиром турнира. После турнира получил приглашение в сборную Центрального совета спортобщества «Динамо», и с 1980 года дебютировал в составе команды мастеров.
Осенью 1980 года молодёжная сборная СССР выступала на международном турнире в Польше, где в матче за 3-е место СССР обыграл поляков со счётом 2:1, а победный гол забил Леонидов.
В начале 1981 вызван на сборы в столицу, по прошествии которых включён в заявку московских «динамовцев». В основе однако так и не появился, отыграв за дублёров весь первый круг. Футболист не захотел сидеть в Москве на лавке и ждать своего часа, и когда летом позвали назад в Ставрополь, решил вернуться. В 1982 году в клубе были большие перемены, перед игроками и тренерским штабом была поставлена цель — возвращение в первую лигу. Леонидов стал ведущим игроком команды, забил 10 голов в сезоне 1982, но подняться команде дивизионом выше не удалось.
Также в 1982 году сборная ставропольского края принимала участие в VIII летней Спартакиаде народов РСФСР, в составе которой он стал бронзовым призёром того турнира. В 1983 «Динамо» выиграло Кубок РСФСР (это первый крупный успех Олега Долматова в качестве тренера). В 1984 году динамовцы заняли 1-е место в своей зоне, выиграли переходный турнир и вышли в Первую лигу. Сезон 1985 года ушёл у команды на закрепление в дивизионе, а Леонидов в 32 матчах отметился 7 голами.
Перед сезоном 1986 года футболист получил травму колена, которая привела к операции по удалению мениска и долгой реабилитации. Вернувшись в большой футбол, Леонидов продолжил играть во 2-й лиге в пятигорском «Машуке». В этой команде восстановил утраченные кондиции, стал игроком основного состава и бомбардиром. Со второго круга 1988 года, после приглашения Бориса Стукалова, вернулся в «Динамо», за которое выступал до распада СССР.
По окончании сезона 1991 года уехал в Польшу и подписал контракт с «Польгером» из города Полице. Провёл в команде 1,5 года, был одним из лучших бомбардиров команды. По завершении 2-го сезона «Польгер» вылетел из 1-го дивизиона, при этом довольно успешно выступив в Кубке Польши, в котором дошёл клуб дошёл до 1/8 финала. Поскольку Леонидов имел на тот момент действующий контракт с «Польгером», а в третьей лиге иностранцы играть не имели права, он был отдан в аренду в команду «Арка» Гдыня. После первого круга он перешёл в «Анжи», который тогда тренировал Ахмед Алескеров. После возникнувших финансовых проблем клуба, вместе с главным тренером покинул команду. Сезон 1994 года доигрывал в первенстве Ставропольского края, а весной 1995 года он был приглашён на сборы в Краснодар. Всю «предсезонку» Леонидов провёл в «Кубани», которую возглавлял Владимир Бражников, но руководители двух клубов не сошлись в цене, и переход сорвался.
В 1995 году перешёл в «Источник», клуб спонсировал ростовский «Горводоканал», который тогда занялся игровыми видами спорта и образовал команды по гандболу, футболу. Команда выступала в третьей лиге. В первый сезон ростовчане заняли третье место, в следующем шли на втором, отставая от лидера всего на два очка. Но из-за финансовых проблем «Источник» вынужден был сняться с чемпионата. В 1996 году Леонид принял приглашение «Витязя» из Шпаковского района, в составе которого 2 раза подряд стал чемпионом края, добившись вместе с командой права выступать в первенстве КФК. Получив приглашение, отправился в Минеральные Воды играть за «Локомотив». Но уже в 4-й игре получил тяжёлую травму — перелом лицевой кости и сотрясение мозга. Из-за травмы пришлось расстаться с футболом.
После восстановления стал тренировать мальчиков в ставропольской ДЮСШ № 4. Но на этом его футбольная карьера не завершилась, в 1999 году тренер Юрий Котов принял изобильненский «Сигнал», и пригласил в команду Леонидова. По итогам зонального турнира «Сигнал» занял 1-е место и отправился в Псков на розыгрыш Кубка победителей зон Второй лиги, в котором одержал победу «Псков-747» тренера Эдуарда Малофеева.
С 2000 года Леонидов решил окончательно завершить карьеру и заняться тренерской работой. Работал как с командами большого футбола, так и с мини-футбольными СКА из Ставрополя.

## Достижения
- Обладатель Кубка РСФСР по футболу 1983.

## Личная жизнь
Родители Леонидова отношения к спорту не имели. Старший брат Николай, который был на 11 лет старше него, в конце 1960-х учился в Прохладном, где играл за местный «Ремонтник».